# 94 г. пр.н.е.
94 (деветдесет и четвърта) година преди новата ера (пр.н.е.) е година от доюлианския (Помпилийски) римски календар.

## Събития

### В Римската република
- Консули са Гай Целий Калд и Луций Домиций Ахенобарб.
- В ролята си на проконсул на провинция Азия, Квинт Муций Сцевола издава свой известен провинциален едикт (edictum provinciale), който се превръща в образец за бъдещите провинциални управители.[1]

### В Азия
- Никомед IV Филопатор се възкачва на трона във Витиния.[2]

## Родени
- Хан Джаоди, китайски император от династията Хан (умрял 74 г. пр.н.е.)

## Починали
- Никомед III, цар на Витиния[2]